# Mückewies
Koordinaten: 50° 43′ 7″ N, 8° 3′ 9″ O
Das Naturschutzgebiet Mückewies liegt auf dem Gebiet der Gemeinde Burbach im Kreis Siegen-Wittgenstein in Nordrhein-Westfalen.
Das etwa 97,2 ha große Gebiet, das im Jahr 2002 unter der Schlüsselnummer SI-053 unter Naturschutz gestellt wurde, erstreckt sich südwestlich des Kernortes Burbach. Am südwestlichen Rand des Gebietes verläuft die Landesstraße L 911 und östlich die B 54. Südöstlich liegt der Siegerland Flughafen. Südlich des Gebietes erstreckt sich das etwa 203,3 ha große Naturschutzgebiet (NSG) Buchhellerquellgebiet, nordöstlich das 18,5 ha große NSG Oberes Buchhellertal, östlich das 31,7 ha große NSG Fuchsstein und südöstlich das 24,8 ha große NSG Hasseln. Westlich verläuft die Landesgrenze zu Rheinland-Pfalz.